# Кармен Консолі
Карла Кармен Консолі (італ. Carmen Consoli; нар. 4 вересня 1974 Катанія Італія) — італійська співачка, авторка пісень, композиторка.

## Біографія
Народилася 4 вересня 1974 року в місті Катанія, що на Сицилії. Свою музичну кар'єру співачка почала в рідному місті у складі гурту «Moon Dogs's Party».
На початку 1990-х переїжджає до Риму, і в 1996 році записує перший альбом «Due Parole». Головним хітом альбому є пісня «Amore di plastic», з якою Консолі виступила на фестивалі в Сан-Ремо у 1996 році. Її наступний альбом «Confusa e felice» виходить у 1997 році і приносить їй величезну популярність в Італії.
Восени 1998 року вона випустила третій альбом «Mediamente isterica», а у 2000 році — четвертий «Stato di necessità», який став найуспішнішим і розійшовся накладом у понад 300 тисяч копій, а співачка була удостоєна двох нагород «Italian Music Awards».
Усього в дискографії Кармен Консолі 8 студійних і два концертні альбоми. У 2001 році Консолі написала саундтрек до фільму «Останній поцілунок», а у 2008 — до фільму «Людина, яка плакала».
На прохання Адріано Челентано написала пісню «Anna Magnani» (укр. «Анна Маньяні»), яка увійшла до альбому співака «Dormi amore, la situazione non è buona» 2007 року.

## Дискографія
- 1996 — Due parole (Два слова)
- 1997 — Confusa e felice (Збентежена та щаслива)
- 1998 — Mediamente isterica (Серединна істерика)
- 2000 — Stato di necessità (Стан необхідності)
- 2001 — État de necessité (Фр. Стан необхідності)
- 2002 — L'eccezione (Виняток)
- 2002 — Carmen Consoli (Кармен Консолі)
- 2006 — Eva contro Eva (Єва — Єві)
- 2008 — Mediamente Isterica Deluxe — Anniversary Edition (Серединна істерика — ювілейне видання)
- 2008 — Musiche originali del film «L'uomo che ama» (альбом з саундтреками до фільму «Людина, яка плакала»)
- 2009 — Elettra